# Mami
Mami (kinesiska: 麻米, 麻米乡) är en socken i Kina. Den ligger i den autonoma regionen Tibet, i den sydvästra delen av landet, omkring 760 kilometer väster om regionhuvudstaden Lhasa. Antalet invånare är 4 363. Befolkningen består av 2 223 kvinnor och 2 140 män. Barn under 15 år utgör 33 %, vuxna 15-64 år 60 %, och äldre över 65 år 5,0 %.
Genomsnittlig årsnederbörd är 309 millimeter. Den regnigaste månaden är juli, med i genomsnitt 65 mm nederbörd, och den torraste är november, med 3 mm nederbörd.